# Грибоедовка (Омская область)
Грибоедовка — исчезнувшая деревня в Оконешниковском районе Омской области России. Входила в состав Золотонивского сельского совета (ныне — поселения). Точная дата упразднения не установлена.

## География
Располагалась в 5 км к северо-западу от деревни Николаевка.

## История
Основана в 1912 году.
В 1928 г. посёлок Грибоедовка в составе Николаевского сельсовета Калачинского района Омского округа Сибирского края.

## Население
В 1926 г. в поселке проживало 230 человек (115 мужчины и 115 женщин), основное население — русские.

## Инфраструктура
Личное подсобное хозяйство. В 1928 г. посёлок Грибоедовка состоял из 44 хозяйств.